# Steel diver: sub wars
Steel Diver: Sub Wars es un juego de video de guerra de submarinos creado y distribuido por Nintendo y compatible con la consola Nintendo 3DS. El artículo trata sobre la versión gratuita. Este juego se puede descargar gratuitamente desde Nintendo eShop y tiene una versión 4.1, igualmente gratuita.

## Jugabilidad
El juego permite disparar torpedos (si se acaban, hay que esperar a que se recarguen), puedes disparar hasta 3 torpedos teledirigidos, utilizar el visor, hacer uso del control del sonar, el mapa, el acelerador y reversa y el control de inmersión, así como el volante y el radio por clave Morse. El jugador elige un Mii que será necesario para jugar en multijugador

## Modos de juego
El juego se centra en las guerras de submarinos, pueden ser seres humanos con otras consolas o pueden ser controlados por la consola. El juego tiene tres modos de juego principales: Multijugador, Un jugador y Maniobras.

### Multijugador
Este modo se subdivide en 2 modos: Batalla en línea y Comunicación local. En Batalla en línea puedes jugar contra gente de todo el mundo o sólo de tu región y puedes decidir si quieres jugar contra gente de nivel parecido al tuyo o de cualquier nivel.  Juegan en dos equipos de cuatro jugadores (ocho jugadores en total) y si dentro del tiempo establecido no se logran juntar los ocho jugadores entonces los espacios restantes serán rellenados con jugadores controlados por la consola, se distinguen por llevar el nombre COM. Los nombres llevan el color de la flota a la que pertenecen. Gana el que hunde a todos los de la flota contraria, todos ganan a pesar de que alguien haya sido hundido previamente. El modo Comunicación local funciona exactamente igual, sólo que no se filtran por región o nivel.

### Un jugador
En el modo de un jugador de la versión gratuita sólo hay 2 niveles, hay 7 en la versión premier. Solo puedes desbloquear más que otro submarino por esta causa. Los únicos niveles de la versión gratuita son uno que consiste en atravesar anillos y otro en que hundes todos los submarinos y barcos controlados por la consola.

### Maniobras
En este modo aprendes los controles y maniobras básicas del juego.

## Peculiaridades
El juego es compatible con el Botón deslizante Pro y tiene opción de calibrarlo. También utiliza el sensor de giro para girar el visor como en la vida real, independientemente de a dónde se mueva el submarino.

## Características principales
- Formato descargable
- Compatible con 3D
- Multijugador local
- Juego en línea
- Compatible con el Botón deslizante Pro
- Compatible con los Mii

## Versión 5.0
Se rumorea que Nintendo lanzará una versión 5.0 del juego. Aún se desconoce las ventajas de la nueva versión.